# ادیگبیلو
ادیگبیلو (به انگلیسی: Adigebylu) یک روستا در هند است که در کارناتاکا واقع شده‌است.